# Nanosat 01
El Nanosat 01 fue un satélite artificial español desarrollado por el Instituto Nacional de Técnica Aeroespacial y lanzado el 18 de diciembre de 2004.

## Características
El satélite pesaba menos de 20 kg, entrando en la categoría de los nanosatélites y fue lanzado como carga útil en un cohete Ariane 5 desde el Puerto espacial de Kourou, junto a los satélites Helios 2A, Essaim 1, Essaim 2, Essaim 3, Essaim 4 y PARASOL.
El Nanosat tenía forma de prisma de base hexagonal y estaba totalmente cubierto de paneles solares. Contaba con cuatro experimentos, dos de ellos científicos.
La misión principal era el establecimiento de un enlace de comunicaciones en diferido entre puntos remotos de la superficie terrestre que permitió las comunicaciones en diferido entre la base española Juan Carlos I en la Antártida con el  INTA gracias a la órbita polar a 650 km de altitud que permite proporcionar cobertura de satélite en latitudes tan cercanas a los polos.
Al pasar sobre la estación antártica el satélite recogía los datos, que posteriormente eran descargados al sobrevolar el centro de control ubicado en Torrejón de Ardoz, Madrid.
En su interior se implementaba un nuevo experimento realizado en colaboración con la ESA para la reducción de peso y complejidad de los satélites. Los cables que tradicionalmente han dado soporte a las comunicaciones entre los distintos módulos se sustituyen por comunicaciones ópticas infrarrojas a través del espacio diáfano del interior del satélite
Posteriormente sería lanzado su sucesor, el Nanosat-1B, en 2009, dado que la vida útil del primero estaba a punto de expirar.